# Simone Ravanelli
Simone Ravanelli (Bergamo, 4 juli 1995) is een Italiaans wegwielrenner.
Ravanelli reed in 2016 voor de wielerploeg Unieuro Wilier. Na twee jaar maakte hij de overstap naar Biesse Carrera, in dienst van deze ploeg won hij de Trofeo Alcide Degasperi in 2018 en de Giro del Medio Brenta in 2019. Vanaf 2020 reed hij voor Androni Giocattoli-Sidermec, de ploeg waar hij eind 2019 al stage bij liep. In zijn eerste seizoen voor Androni Giocattoli maakte Ravanelli maakte zijn debuut in de Ronde van Italië.

## Palmares
2018
Trofeo Alcide Degasperi
2019
Giro del Medio Brenta

## Resultaten in voornaamste wedstrijden
| Jaar | Ronde van Italië | Ronde van Frankrijk | Ronde van Spanje |
| ---- | ---------------- | ------------------- | ---------------- |
| 2020 | 74e              |                     |                  |
| 2021 | 71e              |                     |                  |
| 2022 | 91e              |                     |                  |

| Jaar | Ronde van Lombardije | Strade Bianche |
| ---- | -------------------- | -------------- |
| 2020 | buit.tijd            | buit.tijd      |
| 2021 | 66e                  |                |
| 2022 | 91e                  | opgave         |

## Ploegen
2016 –  Unieuro Wilier
2017 –  Unieuro Trevigiani-Hemus 1896
2018 –  Biesse Carrera Gavardo
2019 –  Biesse Carrera
2019 –  Androni Giocattoli-Sidermec (stagiair vanaf 1 augustus)
2020 –  Androni Giocattoli-Sidermec
2021 –  Androni Giocattoli-Sidermec
2022 –  Drone Hopper-Androni Giocattoli
Alba · Bais · Benedetti · Bisolti · Cepeda (tot 31/7) · Chirico · Grosu · Holther · Marchiori · Marengo · Merchan · Muñoz · Piccolo (vanaf 24/6 tot 31/7) · Ponomar · Ravanelli · Restrepo · Rojas · Sepúlveda · Tagliani · Tesfatsion · Umba · Vigo · Zardini · Zurita